# Маленький плавальник
«Маленький плавальник» — французька кінокомедія 1968 року з Луї де Фюнесом у головній ролі.

## Сюжет
Власник суднобудівного підприємства Луї-Філіп Фуршом (Луї де Фюнес) виганяє з роботи свого головного конструктора Андре Кастаньє після того, як корабель, спроєктований останнім, під час церемонії спуску на воду прямо на очах у численної публіки отримує величезну діру тому, що в нього кинули пляшку шампанського. Але при цьому Фуршом ще не знає, що яхта, побудована Кастаньє, і названа «Маленький плавальник», напередодні виграла престижну регату в Сан-Ремо, і замовники шикуються в чергу, щоб укласти угоди на виробництво яхт. Одному з ділків вдається переконати їх, що у нього є договір з конструктором, і підписати контракти. Тепер посереднику потрібно знайти Кастаньє і умовити його про спільну роботу. Природно, він направляється на корабельню Фуршома, і що ж він бачить: Кастаньє не лише вигнали з роботи, а Фуршом в люті після сварки з Кастаньє розбив лопатою єдиний зразок яхти-переможниці. Розповівши Фуршому про вигідні контракти, що опинилися тепер під загрозою, він вирушає на пошуки Кастаньє. За ним слідує і сам Фуршом, сподіваючись випередити його і умовити Кастаньє повернутися на підприємство, поки той не дізнався про те, що трапилося.

## Ролі виконували і дублювали
- Луї де Фюнес (Михайло Глузський) — Луї-Філіп Фуршом
- Робер Дері (Олег Голубицький) — Андре Кастанье
- Андреа Парізі (Марія Виноградова) — Марі-Беатріс Фуршом
- Колетт Броссе (Роза Макагонова) — Шарлотта Кастаньє
- Франко Фабріці (Юрій Боголюбов) — Марчело Каччаперотті
- Жак Легра (Володимир Балашов) — кюре Анрі Кастанье
- Мішель Галабрю (Аркадій Толбузін) — Сипио
- П'єр Дак (Георгій Віцин) — міністр

Фільм дубльовано на кіностудії «Мосфільм» у 1968 році.

## Технічні дані
- Кольоровий, звуковий (mono)
- Прем'єра: 22 березня 1968 року (Франція)